# L'Abbaye
L'Abbaye é uma comuna da Suíça, situada no distrito de Jura-Nord Vaudois, no cantão de Vaud. Tem 31,89 km² de área e sua população em 2018 foi estimada em 1.476 habitantes.